# ESWAT: City Under Siege
E-SWAT: City Under Siege, lançado no Japão como Cyber Police ESWAT (サイバーポリス イースワット), é um jogo eletrônico de plataforma side scrolling de 1990 desenvolvido e publicado pela Sega para o console Sega Mega Drive, no Brasil, o jogo foi lançado pela Tectoy em 1991.
City Under Siege foi baseado no jogo de arcade Cyber Police ESWAT lançado um ano antes, em 1989. O jogo de console mantém os personagens principais, enredo e alguns de seus inimigos do jogo de arcade, mas apresenta alguns níveis diferentes, armas e bônus.
A Backbone Entertainment cogitou o lançamento de um novo ESWAT para a Sega, mas o projeto nunca acabou recebendo luz verde. Obras de arte e screenshots do jogo foram posteriormente vazadas.

## Descrição
O jogo é um jogo de plataforma sides crolling semelhante ao Shinobi. O jogo se passa no futuro próximo, onde o jogador controla um policial loiro chamado Duke Oda (デューク・オダ) que, ao longo de uma série de níveis, se transforma no ciborgue E.S.W.A.T. No início, como um membro novato da força Cyber Police na cidade de Liberty, o jogador tem que limpar as ruas de uma onda esmagadora de crimes e acabar com os criminosos mais procurados. No primeiro e segundo níveis do jogo, o completamente humano Duke Oda só pode utilizar uma única arma e só pode sobreviver a um golpe. Um segundo hit irá matá-lo.
Uma organização misteriosa e de alta tecnologia, chamada "E.Y.E", rapidamente ameaça tomar conta de toda a cidade e, depois de ser promovido no final do segundo nível, Duke Oda recebe uma armadura chamada "ICE Combat Suit". Com este traje, o jogador pode usar armas novas e mais letais; "Super Shot", um rifle de plasma, foguetes e um ataque de fogo devastador se ele os encontrar pelo nível. O jogador também tem acesso a uma jet pack com combustível limitado que reabastece com o tempo. Finalmente, esta armadura permitirá que o jogador leve mais dano antes de ser derrotado. Infelizmente, porque o fato o torna maior, é mais difícil para ele evitar ataques inimigos. O chefe final do jogo, o líder da E.Y.E, é revelado como um robô com inteligência artificial que está tentando replicar seus próprios ICE Combat Suits para assumir o controle da Liberty.
Em 1992, A Mega colocou o jogo em 32º lugar nos Melhores Jogos de Mega Drive de Todos os Tempos.

## Conversões
Uma versão no Virtual Console para o Wii foi lançada em agosto de 2007 no Japão e nas regiões PAL em 7 de setembro de 2007.
O jogo também apareceu no Sonic's Ultimate Genesis Collection, também conhecido como a Sega Mega Drive Ultimate Collection na Europa e Austrália, para Xbox 360 e PlayStation 3.